# Meister des Nürtinger Altars

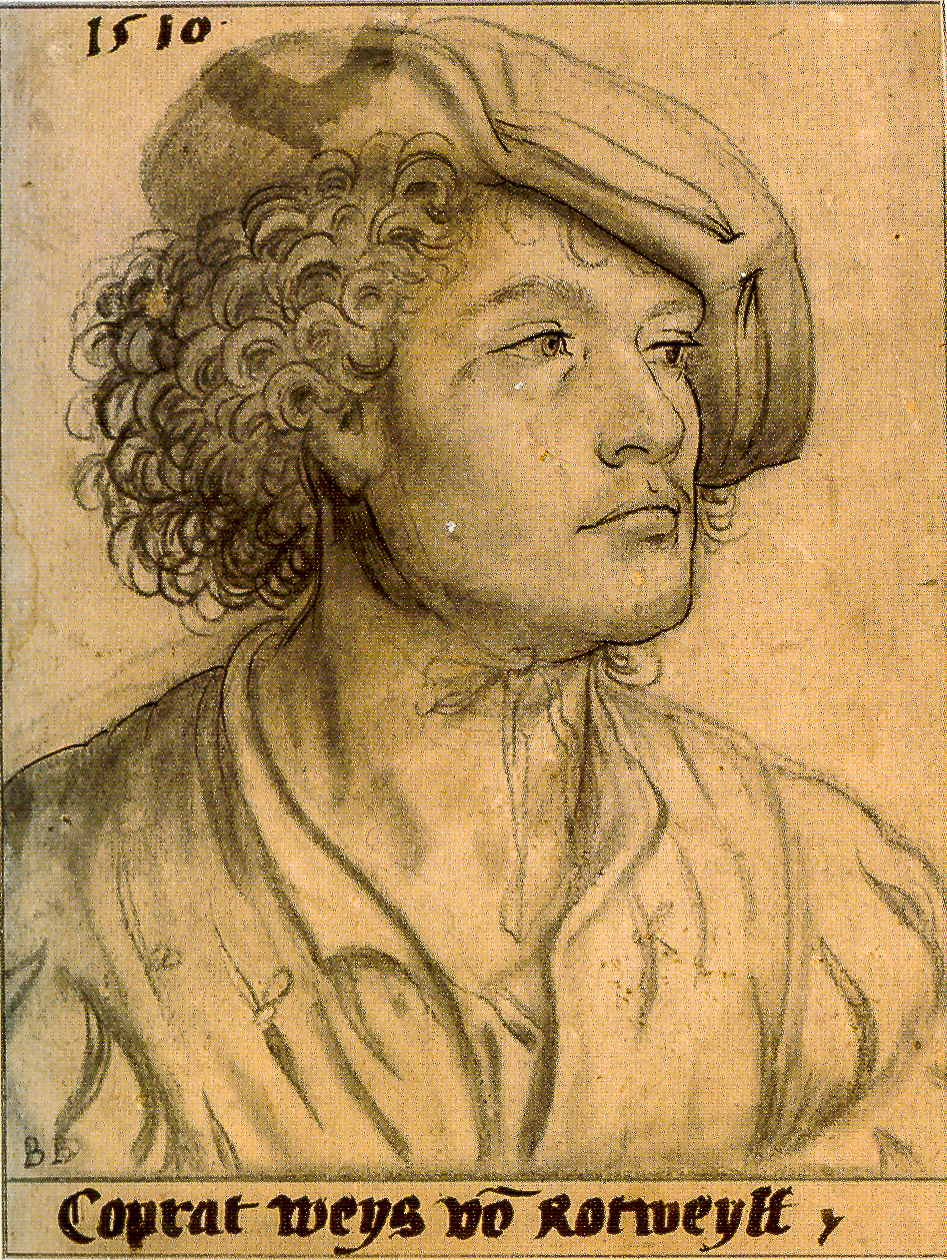
Conrad Weiß, 1510

Als Meister des Nürtinger Altars wird in der Kunstgeschichte manchmal der spätmittelalterliche Maler bezeichnet, der um 1516 einen Flügelaltar der Stadtkirche St. Laurentius in Nürtingen gemalt hatte.
Dieser dreiteilige Marienaltar zeigt geöffnet im Zentrum die um Maria und Jesus versammelte Heilige Familie. In den Flügeln werden die Geburt Jesu und die Krönung Mariens dargestellt. Die Bilder der Außenseite zeigen Szenen aus dem Leben von Maria, als der Mutter Jesu, darunter die Verkündigung. Im Nürtinger Altar finden sich zum ersten Mal Einflüsse der Renaissance in der schwäbischen Malerei und Anzeichen eines Epochenwandels in der darstellenden Kunst in Schwaben.
Das Werk des namentlich nicht sicher bekannten Künstlers wurde in neuerer Zeit auseinandergesägt  und 1841 zum Anlass seines 25. Kronjubiläums als Geschenk an den König von Württemberg, Wilhelm I., gegeben. Die Altarfragmente gelangten dann in die Staatsgalerie in Stuttgart. In der Kirche findet sich heute eine originalgetreue fotografische Kopie des Werkes.
Der Nürtinger Altar ist eventuell eine Arbeit von Conrad Weiß, eine Vermutung, die auf der am Altar aufgefundenen Initiale CW basiert. Weiß war in Rottweil geboren, war Maler in Augsburg und von Hans Holbein beeinflusst.